# Triệu Lăng, Tháp Hà
Triệu Lăng (chữ Hán giản thể: 召陵区, bính âm: Zhàolíng Qū, Hán Việt: Triệu Lăng khu) là một quận thuộc địa cấp thị Tháp Hà (chữ Hán giản thể: 漯河市), tỉnh Hà Nam, Cộng hòa Nhân dân Trung Hoa. Quận Triệu Lăng có diện tích 405 km², dân số năm 2004 là 480.000 người, mã bưu chính 462300. Huyện lỵ Triệu Lăng tại đường Nhân dân Đông.
Quận này được chia ra thành các đơn vị hành chính gồm 1 nhai đạo Địch Trang, 4 trấn: Triệu Lăng, Đặng Tương, Lão Oa và Vạn Kim; 3 hương: Cơ Thạch, Thanh Niên Thôn và Hậu Tạ. Nước Ngụy đã xây dựng Triệu Lăng Ấp ở đây.